# Graphium epaminondas
Graphium epaminondas је инсект из реда лептира (Lepidoptera) и породице једрилаца (Papilionidae).

## Распрострањење
Ареал врсте је ограничен на једну државу. Индија је једино познато природно станиште врсте, тачније само Андамани и Никобари.

## Угроженост
Ова врста се сматра рањивом у погледу угрожености врсте од изумирања.